# ژتیبای
ژتیبای (قزاقی: Жетібай) یک شهر و منطقه مسکونی در قزاقستان است که در استان مین‌قشلاق واقع شده‌است. ژتیبای ۱۱٬۷۳۱ نفر جمعیت دارد.